# Musa Jewłojew
Musa Giłanijewicz Jewłojew (ros. Муса Гиланиевич Евлоев; ur. 31 marca 1993) – rosyjski zapaśnik startujący w stylu klasycznym. Złoty medalista olimpijski z Tokio 2020 w kategorii 97 kg. Mistrz świata w 2018 i 2019; drugi w 2017 roku. 
Mistrz Europy w 2019 i 2021. Wygrał indywidualny Puchar Świata w 2020. Triumfator igrzysk wojskowych w 2019. Dziesiąty w Pucharze Świata 2013. Mistrz świata juniorów w 2013 i Europy w 2012 i 2013. Trzeci na ME U-23 w 2016. Mistrz Rosji w 2014, 2017, 2018 i 2024, a drugi w 2016 roku.